# OttoBib
OttoBib.com هو موقعُ ويب يتضمنُ أداةً مجانيةً لإنشاء ببليوغرافيا مرتبةً أبجديًا للكتب من قائمة بأرقام الكتب المعيارية الدولية (ISBN)، وتكون المخرجات بتنسيق بإخراج بتنسيق MLA [الإنجليزية]، وAPA، وشيكاغو/تورابيان [الإنجليزية]، وBibTeX، وأيضًا على صيغة {{استشهاد بكتاب}} لويكيبيديا.

## روابط خارجية
- الموقع الرسمي